# Кіспорт (Іллінойс)
Кіспорт (англ. Keyesport) — селище (англ. village) в США, в округах Бонд і Клінтон штату Іллінойс. Населення — 406 осіб (2020).

## Географія
Кіспорт розташований за координатами 38°44′42″ пн. ш. 89°16′24″ зх. д. / 38.74500° пн. ш. 89.27333° зх. д. (38.744990, -89.273364).  За даними Бюро перепису населення США в 2010 році селище мало площу 1,76 км², з яких 1,72 км² — суходіл та 0,04 км² — водойми.

## Демографія
Згідно з переписом 2010 року, у селищі мешкала 421 особа в 190 домогосподарствах у складі 119 родин. Густота населення становила 239 осіб/км².  Було 251 помешкання (142/км²).
Расовий склад населення:
| - 95,0 % — білих - 1,2 % — чорних або афроамериканців - 0,2 % — корінних американців - 2,4 % — осіб інших рас |

До двох чи більше рас належало 1,2 %. Частка іспаномовних становила 2,1 % від усіх жителів.
За віковим діапазоном населення розподілялося таким чином: 20,2 % — особи молодші 18 років, 55,8 % — особи у віці 18—64 років, 24,0 % — особи у віці 65 років та старші. Медіана віку мешканця становила 48,5 року. На 100 осіб жіночої статі у селищі припадало 100,5 чоловіків;  на 100 жінок у віці від 18 років та старших — 88,8 чоловіків також старших 18 років.
Середній дохід на одне домашнє господарство  становив 40 880 доларів США (медіана — 31 477), а середній дохід на одну сім'ю — 48 173 долари (медіана — 38 173). Медіана доходів становила 47 692 долари для чоловіків та 23 438 доларів для жінок. За межею бідності перебувало 43,5 % осіб, у тому числі 73,1 % дітей у віці до 18 років та 14,0 % осіб у віці 65 років та старших.
Цивільне працевлаштоване населення становило 201 осіб. Основні галузі зайнятості: освіта, охорона здоров'я та соціальна допомога — 21,4 %, виробництво — 18,9 %, мистецтво, розваги та відпочинок — 15,9 %.